# Supercopa do Nordeste de Basquete
A Supercopa de Basquete do Nordeste é um torneio de basquete que começou a ser disputado em 2007. As melhores equipes da primeira fase do torneio se habilitam para a disputa de um Quadrangular Final.
Sua quinta edição ocorreu em 2013.

## Estados participantes
A primeira edição reuniu equipes da Bahia, de Pernambuco, da Paraíba, de Sergipe e de Alagoas. Nas edições seguintes entraram equipes do Rio Grande do Norte, do Piauí e do Maranhão. E a partir da terceira edição do torneio, em 2009, participaram também equipes do Ceará e do Pará (embora este estado faça parte, geograficamente, da região Norte).

## Finalistas
| Ano  | Campeão                 | Vice-campeão                 | 3.º e 4.º colocados                       |
| ---- | ----------------------- | ---------------------------- | ----------------------------------------- |
| 2007 | Faculdade FTC/EAD       | Universidade Católica        | Pavilhão Coruripe Cabo de Santo Agostinho |
| 2008 | Cabo de Santo Agostinho | Faculdade Maurício de Nassau | Universidade Católica Náutico             |
| 2009 | Faculdade FTC/EAD       | Faculdade Maurício de Nassau | Cabo de Santo Agostinho Academia TBJ      |
| 2010 | não houve               |                              |                                           |
| 2011 | CEPE Salvador           | Mirante                      | AVAB Faculdade 2 de Julho                 |
| 2012 | não houve               |                              |                                           |
| 2013 |                         |                              |                                           |